# Prywatne życie Henryka VIII
Prywatne życie Henryka VIII (The Private Life of Henry VIII) – brytyjski film historyczny. Ukazuje dzieje i losy małżeństw króla Henryka VIII zrealizowane w formie żartobliwej. Sukces międzynarodowy brytyjskiego kina.

## Obsada
- Charles Laughton
- Binnie Barnes
- Robert Donat
- Merle Oberon
- Elsa Lanchester
- Wendy Barrie
- Miles Mander
- Laurence Hanray